# 小行星11580
小行星11580（11580 Bautzen）是一颗绕太阳运转的小行星，为主小行星带小行星。该小行星于1994年5月3日发现。

## 轨道参数
小行星11580的轨道半长轴为2.4355722 UA，离心率为0.131。